# دریاچه ماوروو
دریاچه ماوروو (مقدونی: Мавровско Езеро) این دریاچه در منطقه ماوروو، مقدونیه شمالی، با فاصله کمتر از ۱۰۰ کیلومتر از اسکوپیه قرار دارد. ماهی قزل‌آلا به فراوانی در این دریاچه یافت می‌شود و برای فعالیت‌های تفریحی مانند شنا، قایقرانی و ماهیگیری در تابستان استفاده می‌شود. این دریاچه در پارک ملی ماوروو به گسترش بیش از حدود ۷۸۰ کیلومتر مربع قرار دارد.

## نگارخانه

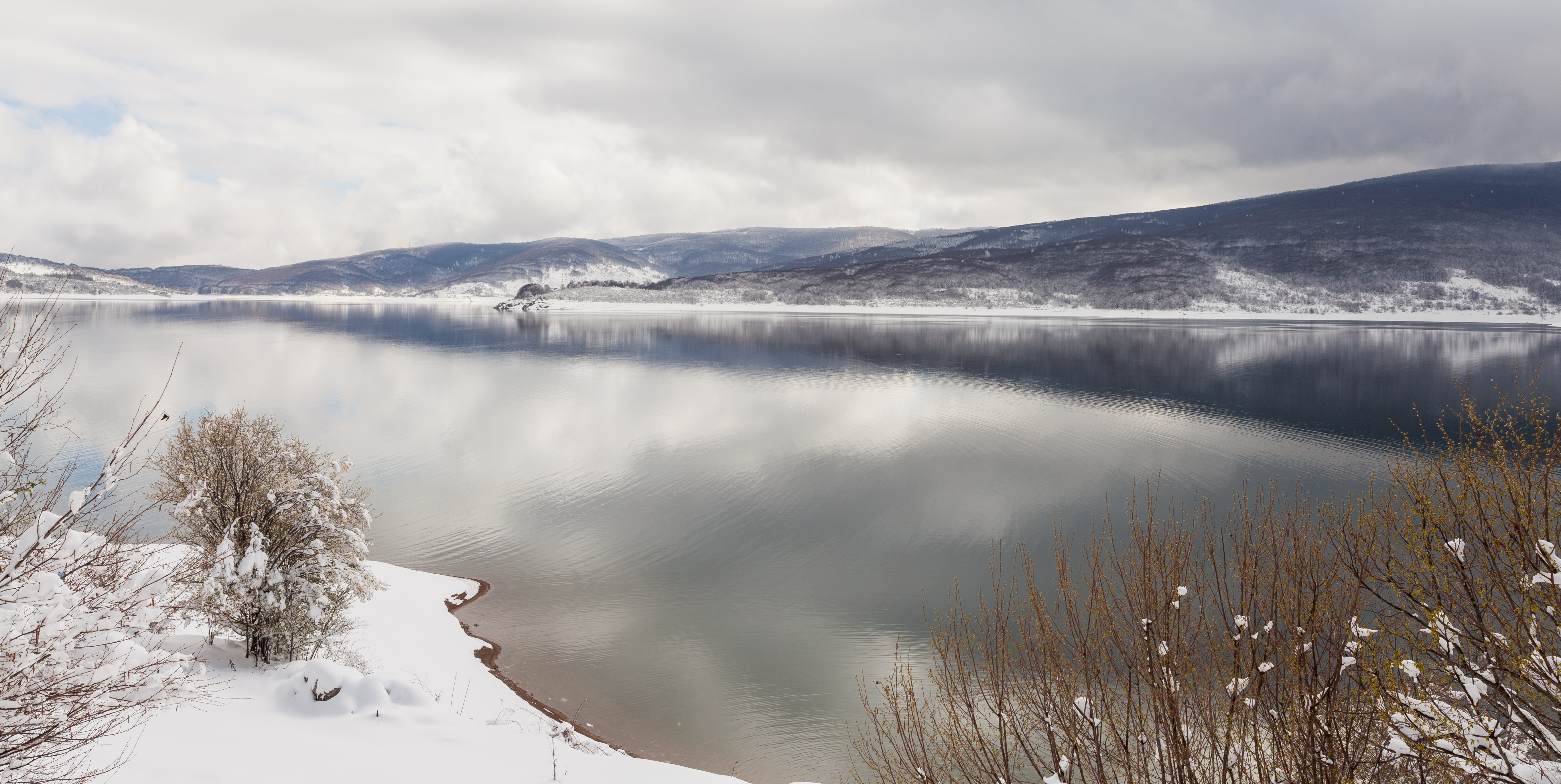
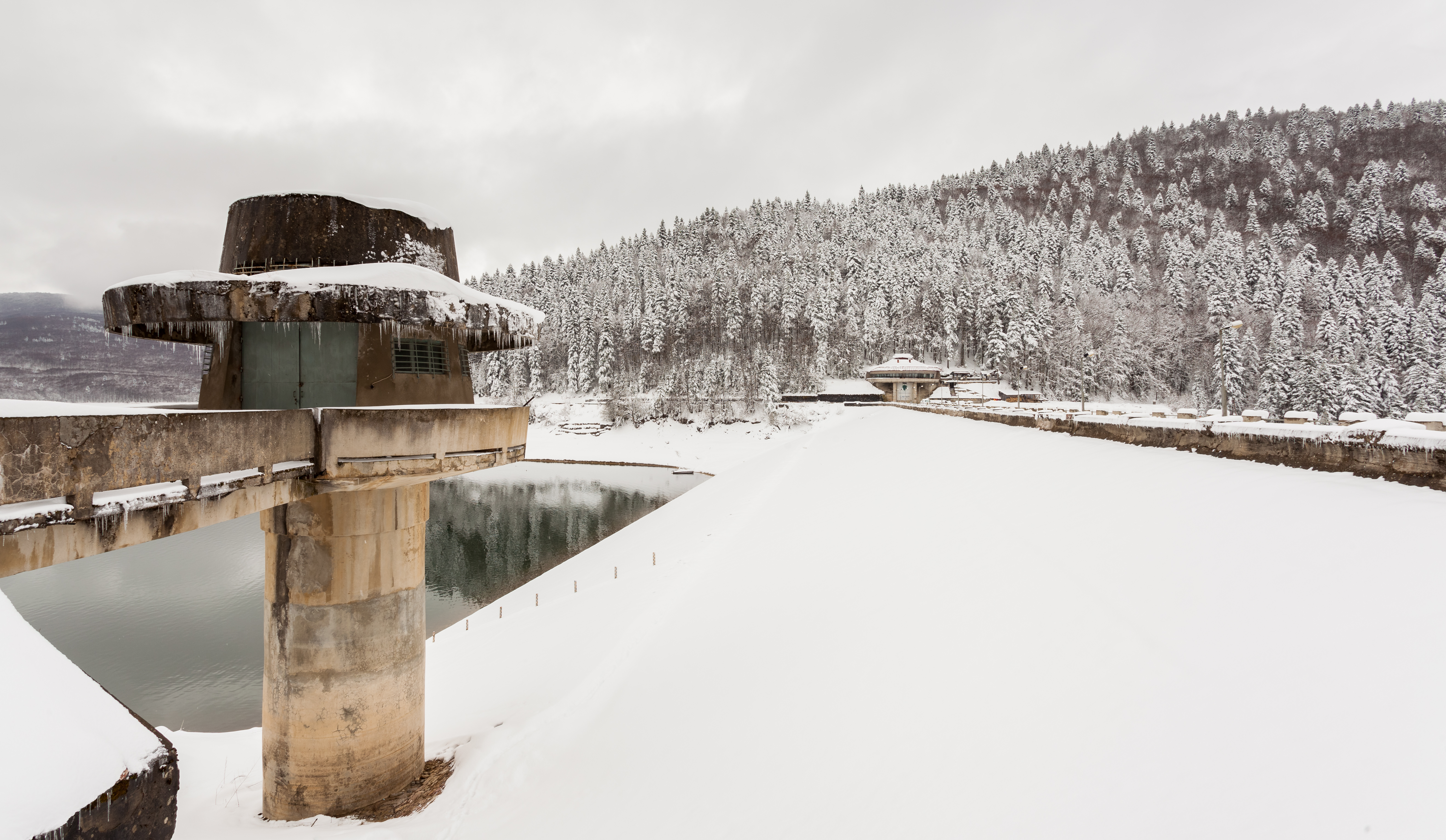
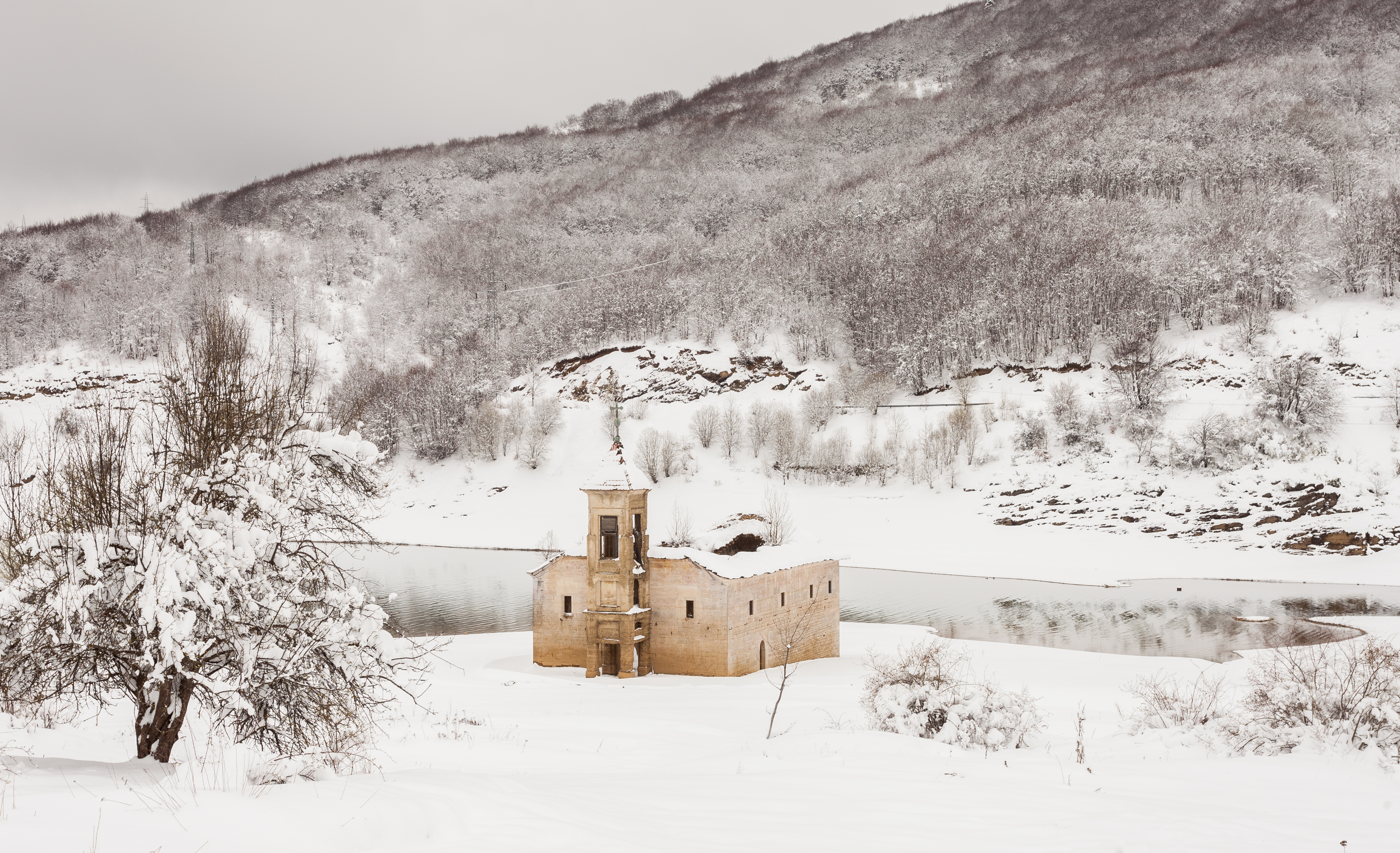
نمازخانهٔ کلیسای سنت نیکولاس در حاشیهٔ دریاچه
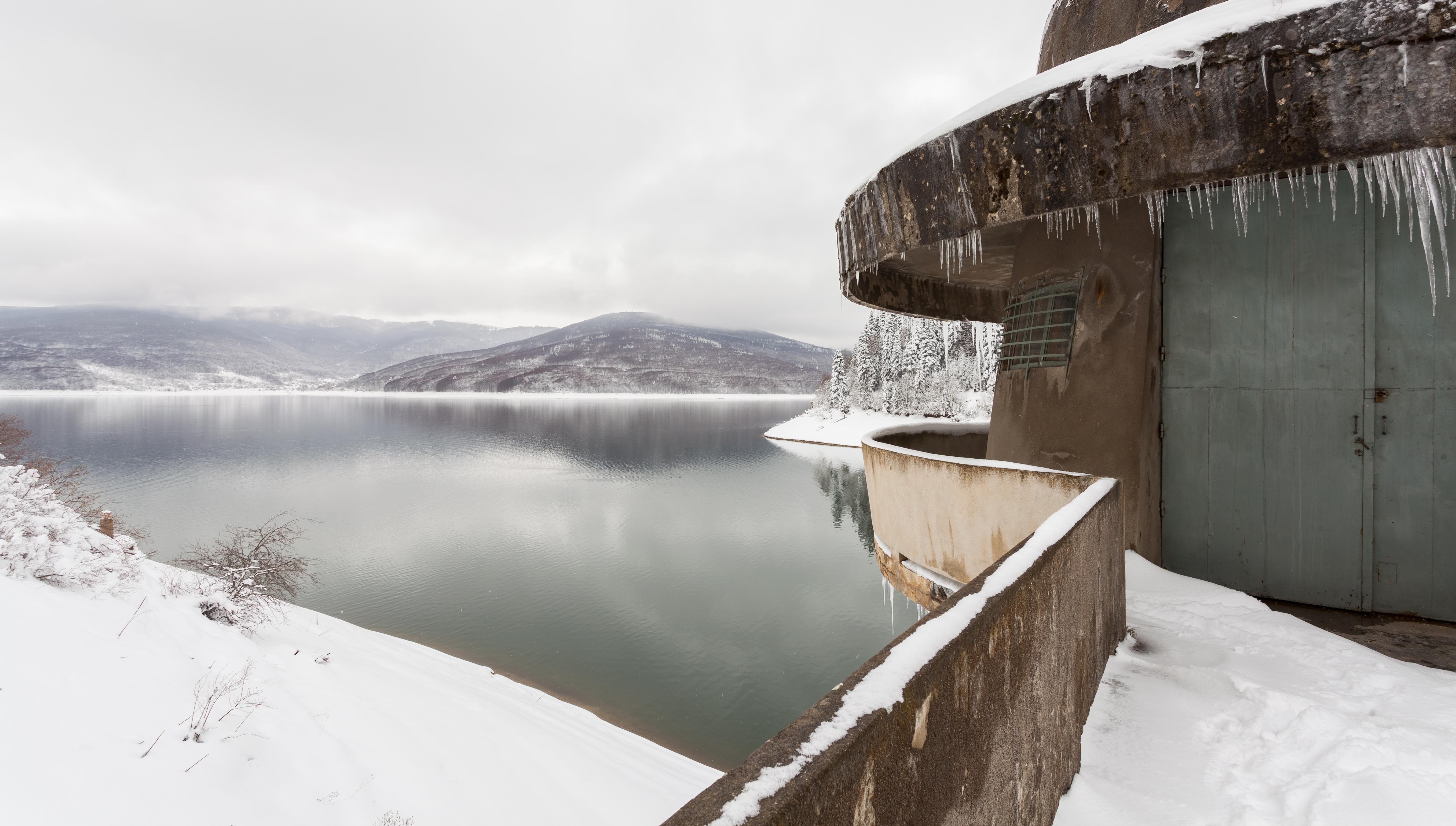